# Agrochola borealis
Agrochola borealis là một loài bướm đêm trong họ Noctuidae.